# 约翰·麦金托什广场

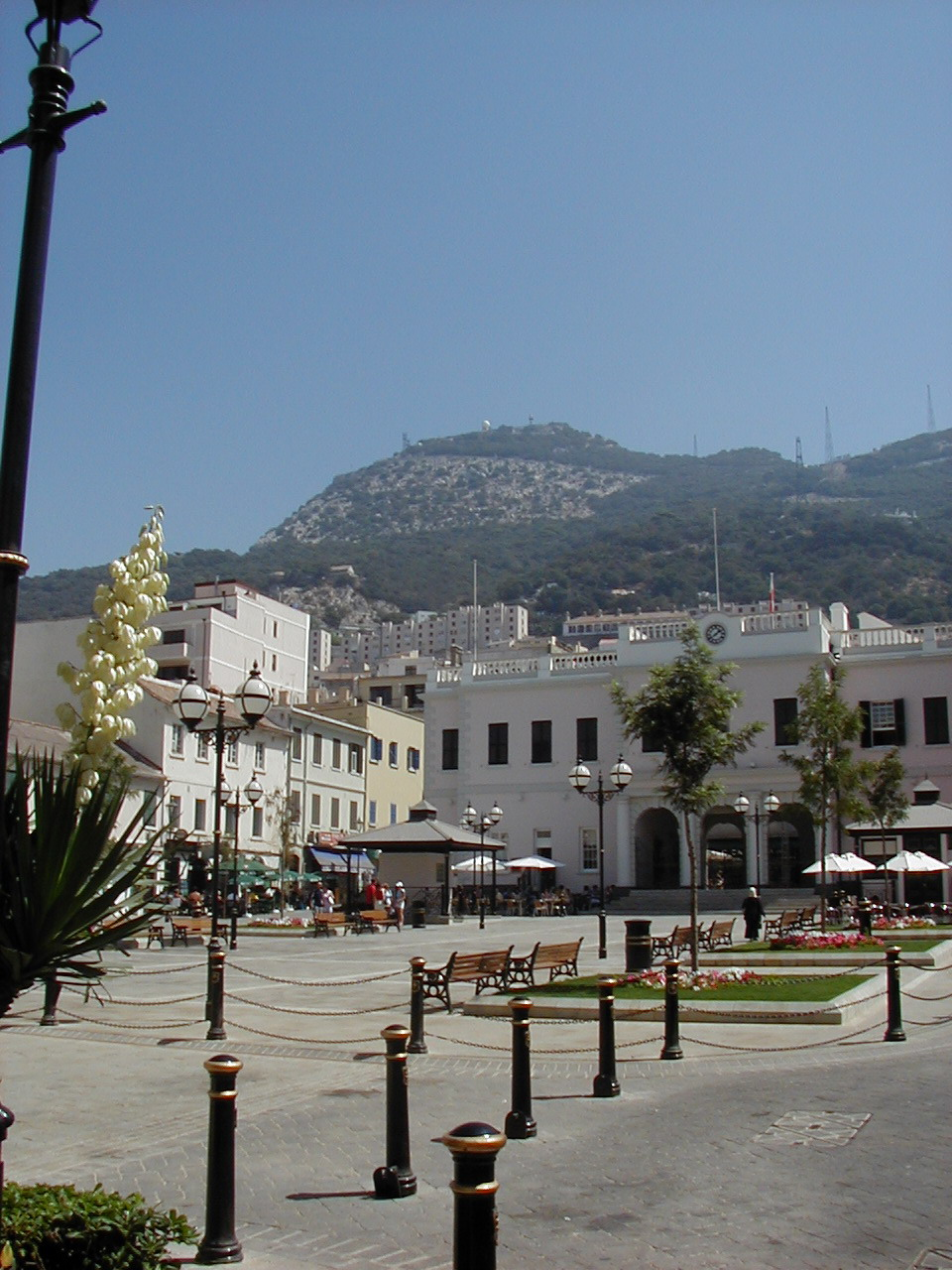
直布罗陀广场

麥敬濤廣場，为直布罗陀最主要的城市广场。14世纪起，此地即成为直布罗陀的市中心所在地。该广场得名于当地的一个慈善家约翰·麥敬濤。该广场附近的主要建筑有直布罗陀议会大楼、直布罗陀市政厅。